# 20 mm/65 Breda Mod. 1935/1939/1940
20 mm/65 Mod. 1935/1939/1940 — 20-миллиметровое корабельное автоматическое зенитное артиллерийское орудие, разработанное в Италии силами компании Breda. Стало развитием конструкции 13,2-мм пулемёта Breda Mod. 31. Имело три основные модификации, отличавшиеся, главным образом, конструкцией артиллерийской установки. Предназначалось для Королевских ВМС Италии. Устанавливалось на множестве типов итальянских военных кораблей, являясь средством ближней ПВО флота во Второй мировой войне. Имело также сухопутную версию.
Использовалось наряду с орудием 20 mm/70 Scotti Mod. 1939/1941, производства компании Scotti, имевшим близкие характеристики и использовавшем те же боеприпасы 20×138 мм B и установки.

## Оценка проекта
В ходе Второй мировой войны выявилась низкая эффективность стрельбы зенитных автоматических пушек калибра 20 — 25 мм. Поражающее действие малокалиберного снаряда было слишком незначительным, чтобы сбить атакующий самолёт, а скорострельность автоматов того времени не обеспечивала требуемую плотность огня. Дальность стрельбы позволяла обстреливать авиацию лишь на ближней дистанции, часто после того, как самолёты уже применили своё оружие. Уже в 1943 году одиночный зенитный автомат признавался бесполезным средством.